# Cabin Pressure
Cabin Pressure är en radioserie från BBC Radio 4 som handlar om besättningen på ett flygplan.
Besättningens röster görs av bland annat Benedict Cumberbatch, Stephanie Cole, Roger Allam samt John Finnemore som även skriver serien.